# Townsville, Queensland
Townsville là một thành phố ở bờ biển phía đông bắc của Úc, ở bang Queensland. Tiếp giáp với phần trung tâm của Great Barrier Reef, nó nằm trong vùng nhiệt đới khô của Queensland. Townsville là đô thị lớn nhất của Sunshine Coast, với cuộc điều tra năm 2006 dân số của Townsville là 143.328, ước tính dân số 2018 là 180.820 . Được coi là thủ đô không chính thức của Bắc Queensland, Townsville có một số lượng đáng kể các văn phòng kinh doanh chính hành chính và cơ quan của Bắc Queensland.

## Khí hậu
| Dữ liệu khí hậu của Townsville (Sân bay quốc tế Townsville), Queensland | Dữ liệu khí hậu của Townsville (Sân bay quốc tế Townsville), Queensland | Dữ liệu khí hậu của Townsville (Sân bay quốc tế Townsville), Queensland | Dữ liệu khí hậu của Townsville (Sân bay quốc tế Townsville), Queensland | Dữ liệu khí hậu của Townsville (Sân bay quốc tế Townsville), Queensland | Dữ liệu khí hậu của Townsville (Sân bay quốc tế Townsville), Queensland | Dữ liệu khí hậu của Townsville (Sân bay quốc tế Townsville), Queensland | Dữ liệu khí hậu của Townsville (Sân bay quốc tế Townsville), Queensland | Dữ liệu khí hậu của Townsville (Sân bay quốc tế Townsville), Queensland | Dữ liệu khí hậu của Townsville (Sân bay quốc tế Townsville), Queensland | Dữ liệu khí hậu của Townsville (Sân bay quốc tế Townsville), Queensland | Dữ liệu khí hậu của Townsville (Sân bay quốc tế Townsville), Queensland | Dữ liệu khí hậu của Townsville (Sân bay quốc tế Townsville), Queensland | Dữ liệu khí hậu của Townsville (Sân bay quốc tế Townsville), Queensland |
| Tháng                                                                   | 1                                                                       | 2                                                                       | 3                                                                       | 4                                                                       | 5                                                                       | 6                                                                       | 7                                                                       | 8                                                                       | 9                                                                       | 10                                                                      | 11                                                                      | 12                                                                      | Năm                                                                     |
| ----------------------------------------------------------------------- | ----------------------------------------------------------------------- | ----------------------------------------------------------------------- | ----------------------------------------------------------------------- | ----------------------------------------------------------------------- | ----------------------------------------------------------------------- | ----------------------------------------------------------------------- | ----------------------------------------------------------------------- | ----------------------------------------------------------------------- | ----------------------------------------------------------------------- | ----------------------------------------------------------------------- | ----------------------------------------------------------------------- | ----------------------------------------------------------------------- | ----------------------------------------------------------------------- |
| Cao kỉ lục °C (°F)                                                      | 44.3 (111.7)                                                            | 42.7 (108.9)                                                            | 37.6 (99.7)                                                             | 35.8 (96.4)                                                             | 32.2 (90.0)                                                             | 32.2 (90.0)                                                             | 31.6 (88.9)                                                             | 33.3 (91.9)                                                             | 36.5 (97.7)                                                             | 37.1 (98.8)                                                             | 41.0 (105.8)                                                            | 42.1 (107.8)                                                            | 44.3 (111.7)                                                            |
| Trung bình ngày tối đa °C (°F)                                          | 31.4 (88.5)                                                             | 31.1 (88.0)                                                             | 30.7 (87.3)                                                             | 29.6 (85.3)                                                             | 27.6 (81.7)                                                             | 25.6 (78.1)                                                             | 25.1 (77.2)                                                             | 26.0 (78.8)                                                             | 27.8 (82.0)                                                             | 29.4 (84.9)                                                             | 30.7 (87.3)                                                             | 31.5 (88.7)                                                             | 28.9 (84.0)                                                             |
| Tối thiểu trung bình ngày °C (°F)                                       | 24.3 (75.7)                                                             | 24.1 (75.4)                                                             | 22.9 (73.2)                                                             | 20.6 (69.1)                                                             | 17.6 (63.7)                                                             | 14.6 (58.3)                                                             | 13.7 (56.7)                                                             | 14.7 (58.5)                                                             | 17.4 (63.3)                                                             | 20.7 (69.3)                                                             | 22.9 (73.2)                                                             | 24.1 (75.4)                                                             | 19.8 (67.6)                                                             |
| Thấp kỉ lục °C (°F)                                                     | 18.7 (65.7)                                                             | 17.9 (64.2)                                                             | 16.7 (62.1)                                                             | 10.9 (51.6)                                                             | 6.2 (43.2)                                                              | 4.4 (39.9)                                                              | 3.5 (38.3)                                                              | 1.1 (34.0)                                                              | 7.7 (45.9)                                                              | 8.2 (46.8)                                                              | 14.1 (57.4)                                                             | 17.9 (64.2)                                                             | 1.1 (34.0)                                                              |
| Lượng mưa trung bình mm (inches)                                        | 272.7 (10.74)                                                           | 301.4 (11.87)                                                           | 190.0 (7.48)                                                            | 67.7 (2.67)                                                             | 32.6 (1.28)                                                             | 20.8 (0.82)                                                             | 14.6 (0.57)                                                             | 16.2 (0.64)                                                             | 10.4 (0.41)                                                             | 23.9 (0.94)                                                             | 59.5 (2.34)                                                             | 127.9 (5.04)                                                            | 1.142,8 (44.99)                                                         |
| Số ngày mưa trung bình                                                  | 14.6                                                                    | 15.6                                                                    | 12.7                                                                    | 7.8                                                                     | 6.0                                                                     | 4.1                                                                     | 3.0                                                                     | 2.6                                                                     | 2.4                                                                     | 4.8                                                                     | 7.3                                                                     | 9.8                                                                     | 90.7                                                                    |
| Số giờ nắng trung bình tháng                                            | 244.9                                                                   | 206.2                                                                   | 232.5                                                                   | 234.0                                                                   | 232.5                                                                   | 234.0                                                                   | 260.4                                                                   | 279.0                                                                   | 288.0                                                                   | 303.8                                                                   | 285.0                                                                   | 279.0                                                                   | 3.079,3                                                                 |
| Số giờ nắng trung bình ngày                                             | 7.9                                                                     | 7.3                                                                     | 7.5                                                                     | 7.8                                                                     | 7.5                                                                     | 7.8                                                                     | 8.4                                                                     | 9.0                                                                     | 9.6                                                                     | 9.8                                                                     | 9.5                                                                     | 9.0                                                                     | 8.4                                                                     |
| Nguồn: Bureau of Meteorology                                            |                                                                         |                                                                         |                                                                         |                                                                         |                                                                         |                                                                         |                                                                         |                                                                         |                                                                         |                                                                         |                                                                         |                                                                         |                                                                         |

## Thành phố kết nghĩa
Townsville kết nghĩa với:
- Port Moresby, Papua New Guinea
- Shūnan, Nhật Bản
- Iwaki, Nhật Bản
- Thường Thục, Trung Quốc
- Suwon, Hàn Quốc
- Phật Sơn, Trung Quốc